# Bartoň-Dobenín (Unternehmerfamilie)
Die Unternehmerfamilie Bartoň-Dobenín (bis 1912 Bartoň, danach bis 1918 Bartoň von Dobenin; tschechisch Bartoňové z Dobenína) waren erfolgreiche Textilproduzenten im ostböhmischen Gebiet um Náchod. Bereits 1908 beschäftigte das Unternehmen, das damals als das modernste Europas galt, in seinen Fabriken in Staré Město nad Metují (Altstadt) und Bražec (Braschetz) rund 800 Arbeiter. Der Seniorchef Josef Bartoň wurde 1912 wegen seiner erfolgreichen Unternehmenstätigkeit und für seinen Einsatz für das Gemeinwohl vom böhmischen Landesherrn Kaiser Franz Joseph I. mit dem Prädikat „Ritter von Dobenín“ nobilitiert. Die Erhebung galt auch für seine Nachkommen. Damit waren sie bis 1918 eines der jüngsten Adelsgeschlechter Böhmens bzw. der Österreichisch-Ungarischen Monarchie. Seit der Gründung der Tschechoslowakei und der Abschaffung der Adelsprädikate 1918 benutzen sie für ihren Familiennamen die Schreibweise Bartoň-Dobenín. Nach der Machtübernahme durch die Kommunisten wurden sie 1945 bzw. 1948 enteignet. Seit der Restitution nach der Samtenen Revolution hat die Firma Bartoň wiederum ihren Sitz in Náchod. Sie firmiert als „Bartoň, textilni závody, a. s.“

## Stammliste (nicht vollständig)
Die Familie stammt aus Vysoká Srbská (Hochsichel) in der Gegend um Náchod, wo die Linie Barton sich seit 1635 nachweisen lässt.
Zu den Vorfahren der Familie Bartoň gehört Václav (Wenzel) Bartoň, der 1762 nach Žďárky (Kleinbrand) heiratete.
1. Der Stammvater Josef Bartoň (* 13. März 1803 in Žďárky (Kleinbrand), † 12. Januar 1849 in Hochsichel) arbeitete zunächst als Hausweber. Nach der Heirat 1829 übernahm er 1835 das Häusleranwesen seiner Eltern in Vysoká Srbská. Dort betrieb er zwei Webstühle. Die gewebten Baumwoll- und Leinenstoffe verkaufte er auf Wochenmärkten in Politz, Starkenbach und Náchod. Zudem kaufte er Webwaren von anderen Webern auf, denen er das entsprechende Garn ausgab. 1842 erwarb er von Josef Falta die Seidl-Bleiche (Sejdlovské bélidlo) in Vysoká Srbská, die er um eine Textilfärberei erweiterte. 1845 schloss er mit der Firma Franz Balzar aus Kanitz eine Vereinbarung über die Lieferung von Kattun, das in Bartoňs Werkstätten veredelt wurde. Zeitweise beschäftigte er bis zu 300 Hausweber. 1847 übernahm er die Vertretung für die Firma Dominik Knězek in Mistek. In Žďárky erwarb er kurz vor seinem Tode einen Hof, den er zur Produktionsstätte umbauen wollte. Er hinterließ zwei minderjährige Söhne: František und Josef, der die Bleiche in Vysoká Srbská erbte.
  1. František
  2. Josef Bartoň-Dobenín (1838–1920)
    1. Ladislav Bartoň-Dobenín (1858–1939)
    2. Josef Bartoň-Dobenín (1862–1951)
      1. Josef Bartoň-Dobenín (* 9. Juni 1897 in Vysoká Srbská[4]). Nach dem Abitur wurde er 1915 in den Kriegsdienst einberufen. An der italienischen Kriegsfront wurde er verletzt, zeitweise freigestellt und später zur Versorgungsabteilung nach Wien versetzt. Nach Kriegsende absolvierte er ein halbjähriges Praktikum in englischen Textilfirmen. 1920/21 studierte er Volkswirtschaft an der Universität Frankfurt. Nach der Heimkehr praktizierte er 1922 bei seinem Schwager Rudolf Stein in Černožice (Tschernoschitz) im Okres Hradec Králové. 1923 wurde er mit einem Anteil von 25 % Teilhaber der väterlichen Firma. 1935 erwarb er zusammen mit seinem Cousin Alois Dinter aus Náchod und seinem Schwager Jiří Čerych aus Česká Skalice die Firma „Českoskalická přadelna bavlny, mechanická tkalcovna, barvírna a tiskárna, spol. s.r.o.“, von dem kinderlosen Onkel Ladislav Bartoň-Dobenín. 1936 übertrug ihm sein Vater einen Firmenanteil von weiteren 15 %, sodass ihm nunmehr 50 % gehörten. Wegen des Verdachts einer Kollaboration wurde er 1945 enteignet und seine Firmen verstaatlicht.
      2. Václav Bartoň-Dobenín (* 5. Januar 1909 in Prag; † 1962 in Kanada). Nach dem Abitur am Náchoder Realgymnasium studierte er Rechtswissenschaften an der Karlsuniversität Prag, wo er 1933 promovierte. Im Anschluss an den Wehrdienst absolvierte er Praktika in Frankreich und England. Ab 1936 wurde er mit 25 % Teilhaber der väterlichen Firma. Zugleich wurde ihm Prokura erteilt. Nach der Enteignung und Verstaatlichung der Betriebe lebte er mit seiner Familie weiterhin auf dem Schloss Nové Město nad Metují. 1951 ging er ins Exil nach Kanada, wo er 1962 verstarb. Nach der politischen Wende erlangte in den 1990er Jahren sein gleichnamiger Sohn Josef Bartoň-Dobenín (* 1942) eine teilweise Rückgabe der Náchoder Textilbetriebe und gründete nachfolgend die Firma „Bartoň, textilni závody, a. s.“, Náchod.
        1. Václav Bartoň-Dobenín (* 1938)
        2. Josef Marian Bartoň-Dobenín (* 1942); ihm wurde in den 1990er Jahren das Schloss Nové Město nad Metují restituiert.

    3. Cyril Bartoň-Dobenín (1863–1953)
      1. Josef (1897–1972). Seit 1923 gehörte er als Teilhaber der Firma Bartoň an. Nach Cyrils Ausscheiden 1937 übernahm er dessen Firmenanteile.

    4. Arnošt Bartoň-Dobenín (* 23. September 1869 in Náchod; † 5. Dezember 1906 in Častolovice (Czastolowitz), Bezirk Reichenau an der Kněžna); bis 1886 erlernte er den Beruf eines Textilfärbers. Danach besuchte er die zweijährige Textilschule in Reichenberg, anschließend wirkte er als Firmenvertreter. Nach der Heirat mit Marie Julišová, Tochter eines Handelsmannes aus Hořice v Podkrkonoší (Horschitz), gründete er mit Karl A. Tuček in Horschitz eine Firma, für die sie von Arnošts Schwiegervater Juliš umfangreiche Grundstücke sowie eine ehemalige Fabrik erwarben. Diese bauten sie zu einer mechanischen Weberei mit 80 Webstühlen um. Sie firmierte unter der Bezeichnung „Hořická mechaniská tkalcovna, šlichtovna a úpravná Tuček a Bartoň“. Nachdem sich die Gesellschafter 1902 trennten, zog Arnošt nach Častolovice, wo er 1906 verstarb.

Das Archiv der Firmen Bartoň für die Jahre 1848–1942 befindet sich in der Sammlung im Staatlichen Archiv Zámrsk.